# 星埜守一
星埜 守一（ほしの しゅいち、1886年（明治19年）8月1日 - 1947年（昭和22年）3月26日）は、日本の海軍軍人。海兵35期、海大甲種18期。大日本帝国海軍大湊要港部司令官、横須賀海軍工廠長。最終階級は海軍中将。正四位勲一等。

## 経歴
広島県出身。父は星埜禎二郎、兄は川崎第百銀行頭取星埜章。 
1904年（明治37年）海軍兵学校35期に入校。1907年（明治40年）11月20日、海兵35期を172人中34番の成績で卒業。海軍少尉候補生となり、巡洋艦「厳島」乗組。海軍大学校航海専修学生を卒業し、「淀」「高崎」「矢矧」「石見」「三笠」航海長などを経て、1920年11月、海軍大学校（甲種18期）を卒業した。
「駒橋」「出雲」の各艦長、軍務局第二課長、艦政本部総務部第一課長などを経て、1934年11月、海軍少将に進級。呉軍需部長、資源局企画部長、横須賀海軍工廠長などを歴任し、1938年11月、海軍中将となった。その後、大湊要港部司令官を勤め、1940年12月、予備役に編入された。退職後、日本製鉄の運輸局長に就任している。
1944年12月、海軍艦政本部の造船業務嘱託。
1947年3月26日、60歳没。

## 栄典
- 1940年（昭和15年）4月29日 -  勲一等旭日大綬章[1]

## 親族
- 父 星埜禎二郎
- 妻 栄子
- 兄 星埜章（川崎第百銀行頭取）
- 長男 星埜清滋（陸軍航空中尉）
- 二男 星埜禎男（物理学者、東京大学名誉教授、日本物理学会会長）
- 長女：星埜正子
- 二女：星埜大子